# European Organisation for Research and Treatment of Cancer
Die European Organisation for Research and Treatment of Cancer ist eine gemeinnützige Organisation für Studien zur Krebstherapie, die ihren Sitz in Woluwe-Saint-Lambert/Sint-Lambrechts-Woluwe, Brüssel hat. In Europa ist die EORTC eine der wichtigsten Organisationen auf dem Gebiet der forschenden Onkologie.

## Aufbau der EORTC
In der EORTC führen insgesamt 17 internationale und interdisziplinäre Arbeitsgruppen gemeinsame Therapiestudien durch. Die Organisation ist für ihre hohen Qualitätsstandards und das damit begründete wissenschaftliche Renommee bekannt. Sie ist europaweit die einzige Institution auf dem Gebiet der Onkologie, deren Behandlungsdaten auch von der FDA in den USA für die Zulassung von Medikamenten akzeptiert werden.
Das National Cancer Institute der USA unterstützt seit 1974 das Analysezentrum in Brüssel und unterhält im Gebäude der EORTC die einzige ausländische Außenstelle.
Das Netzwerk der EORTC umfasst ca. 2500 Mitglieder aus über 300 verschiedenen europäischen Institutionen. Im Wesentlichen Chirurgen, Onkologen, Strahlentherapeuten, Immunologen und Spezialisten aus anderen Fachbereichen, die alle ehrenamtlich arbeiten.

## Zweck
Zweck ist es eine Verbesserung der Standards der Krebsbehandlung in Europa durch die Entwicklung neuer Medikamente und effektiver Therapiestrategien zu erreichen.
Die Ausführung, Entwicklung, Koordination und Anregung von klinischer Forschung in Europa um die Behandlung von Krebs zu verbessern und damit eine Verlängerung der Überlebenszeit und der Lebensqualität für den Patienten zu erreichen. 
Die Organisation unterstützt mit ihrer Arbeit den Übergang der Ergebnisse klinischer Forschung in alltägliche Therapiestandards und verhindert damit Zeitverzögerungen für den Patienten beim Einsatz neuer Therapien. 
Die Organisation befasst sich – neben angewandter Forschung – auch mit der informatisierten Verwaltung klinischer, wirtschaftlicher, rechtlicher, statistischer und methodologischer Daten, sowie mit Informationen über die Lebensqualität von Krebspatienten.

## Geschichte
Die EORTC entstand 1962 als private Initiative einiger Onkologen.

## Sonstiges
Die EORTC hat in der Brüsseler Zentrale 135 Mitarbeiter und besitzt unter Vorsitz der Königin von Schweden eine eigene Stiftung. Diese Stiftung wird von vielen europäischen Organisationen, deren Ziel die Bekämpfung von Krebs ist, von der Europäischen Kommission, privaten Geldgebern und von der Pharmaindustrie unterstützt. Die Pharmaindustrie nutzt die EORTC für die Bewertung neuer Medikamente.
Etwa 100 klinische Studien mit ungefähr 6500 Patienten führt die EORTC pro Jahr durch.